# Andrea Rolla
Andrea Rolla, né le 4 décembre 1989 à Piano di Sorrento en Italie, est un nageur italien spécialisé dans la nage libre.

## Palmarès

### Championnats d'Europe

#### Grand bassin
- Championnats d'Europe 2012 à Budapest ( Hongrie) :
  -  Médaille d'or au titre du relais 4 × 100 mètres quatre nages (participation aux séries).
  -  Médaille d'argent au titre du relais 4 × 100 mètres nage libre.

#### Petit bassin
- Championnats d'Europe 2011 à Szczecin ( Pologne) :
  -  Médaille d'or au titre du relais 4 × 50 mètres nage libre.